# Nlb
nlb – skrót od słowa nieliczbowany dotyczący paginacji książek, stosowany w opisie bibliograficznym. Liczba podana po nlb określa ile stron w danym dziele nie posiada paginacji. W dawnej typografii nie numerowano np. stron skorowidza.